# Martino De Boni
Giovanni Martino De Boni (Venezia, 1753 – Roma, notizie fino al 1826) è stato un pittore italiano.
Nel 1779, dopo aver vinto il primo premio al concorso dell'Accademia di Belle Arti di Parma, andò a perfezionarsi a Roma (dove, nel 1782, ritrasse Pier Antonio Serassi 1721-1791).
Dal Canova gli furono commissionati decine di quadri con argomenti di carattere strettamente privato (di cui è noto il doppio ritratto di Antonio Canova e del fratello uterino Giambattista Sartori). Un altro suo quadro fu il ritratto di Antonio Cappello. Questo stesso dipinto, nel 1793, fu copiato da Domenico Del Frate e inciso da Pietro Fontana. Visse sempre all'ombra dell'amico Antonio Canova al quale, si tramanda, insegnò la tecnica pittorica. 